# Olivier Dantine

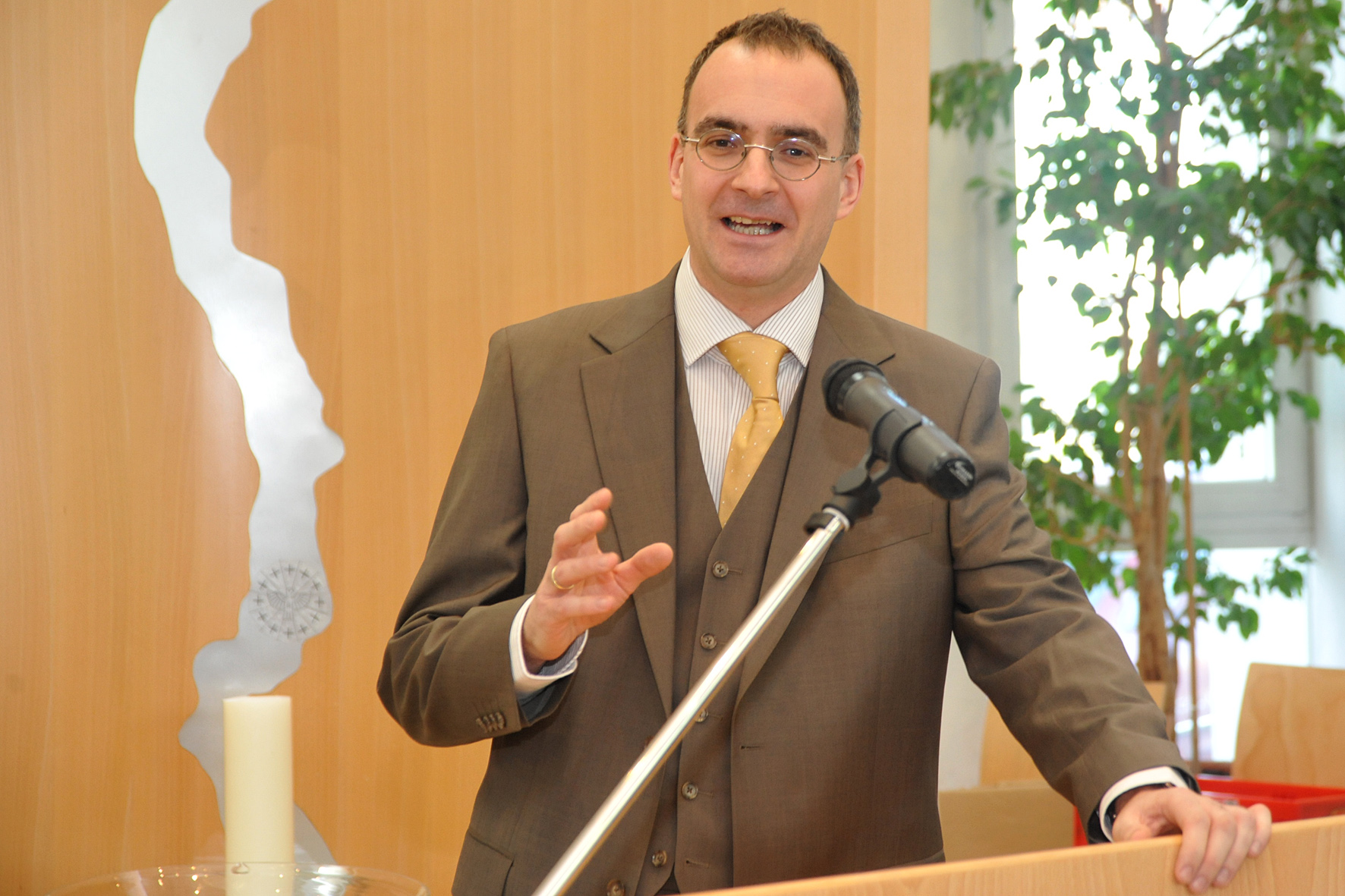
Olivier Dantine

Olivier Dantine (* 7. März 1973 in Wien) ist ein österreichischer lutherischer Theologe und Pfarrer und seit 2012 Superintendent der Evangelischen Superintendentur A. B. Salzburg und Tirol.

## Leben
Er ist Urenkel von Wilhelm Felix Josef Dantine, Enkel von Wilhelm Dantine und Sohn von Johannes Dantine.
Olivier Dantine studierte Evangelische Theologie in Wien, Berlin und Jerusalem. Von 1999 bis 2001 war er Lehrvikar in Großpetersdorf, anschließend Pfarramtskandidat in Bruck an der Mur und seit 2002 Pfarrer in Großpetersdorf. Er wurde 2006 in die Generalsynode gewählt und engagiert sich besonders im christlich-jüdischen Dialog sowie in den Bereichen Religionsunterricht, ökumenische Ehevorbereitung, Jugendarbeit und Erwachsenenbildung. Am 12. November 2011 wurde er in Salzburg im ersten Wahlgang mit Zweidrittelmehrheit zum Nachfolger von Luise Müller gewählt. Das Amt trat er am 1. September 2012 an.
Im März 2024 wurde er nach Ablauf der ersten zwölfjährigen Amtsperiode als Superintendent wiedergewählt.